# Helmutt Merker
Helmutt Erich Merker, född 28 januari 1917 i Reichstadt, Böhmen, död 16 juli 2008 i Helsingborg, var en svensk botaniker. Han var far till Arnulf Merker.
Merker, som var son till doktor Emil Merker och Lena Roffmann, avlade tysk hortonomexamen 1938 och agronomexamen 1943, blev filosofie kandidat vid Lunds universitet 1960 och filosofie licentiat 1963. Han var amanuens vid Landwirtschaftliche Hochschule i Tetschen–Liebwerd 1943, assistent där 1944–1945, lärare och konsulent i Sverige 1947–1956, amanuens vid Lunds universitet 1958–1960 och assistent där 1960–1964 samt avdelningsföreståndare vid Helsingborgs museums naturhistoriska avdelning från 1965. Han skrev paleobotaniska och recentbotaniska vetenskapliga arbeten i Botaniska Notiser och var medarbetare i dags- och fackpress.